# Jedlanka Nowa
Jedlanka Nowa – wieś w Polsce położona w województwie mazowieckim, w powiecie radomskim, w gminie Iłża. Ma status sołectwa.
W latach 1975–1998 miejscowość administracyjnie należała do województwa radomskiego.

## Części miejscowości
| SIMC    | Nazwa           | Rodzaj                          |
| ------- | --------------- | ------------------------------- |
| 1055345 | Nowosiółka      | część wsi (zniesiona w 2023 r.) |
| 0623043 | Wólka Jedlańska | osada wsi                       |

Wierni Kościoła rzymskokatolickiego należą do parafii św. Józefa Oblubieńca Najświętszej Maryi Panny w Krzyżanowicach.